# Punti antipodali (geografia)

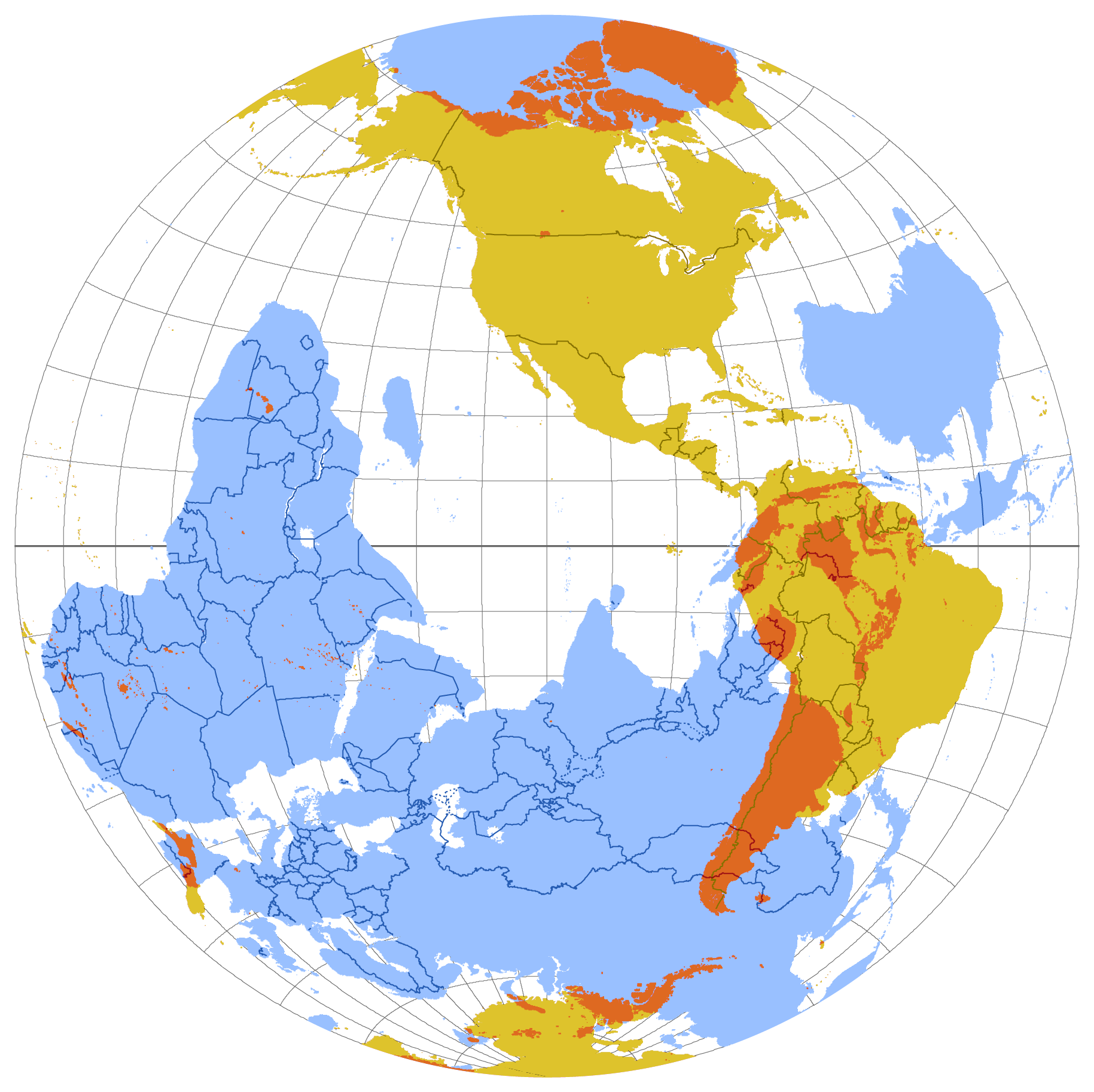
Mappamondo che mostra l'emisfero occidentale e, in celeste, i suoi punti antipodali. Si noti come gran parte dell'Eurasia e tutta l'Africa abbiano il proprio punto antipodale nell'oceano

In geometria solida una coppia di punti antipodali definisce due punti sulla superficie di una sfera separati dalla massima distanza percorribile sulla superficie stessa o, in termini più colloquiali, due punti che si trovino alle opposte intersezioni della superficie della sfera con un asse passante per il centro.
La distanza in linea retta che separa tali due punti è pari al diametro della sfera stessa ({\displaystyle 2}{\displaystyle R}), mentre invece quella calcolata sulla superficie della sfera è pari a metà della circonferenza della stessa ({\displaystyle \pi }{\displaystyle R}). Più in generale, ogni linea retta passante per il centro di una sfera ne interseca la superficie in due punti. Il teorema di Borsuk-Ulam è un risultato della topologia algebrica che tratta tali categorie di enti geometrici.
Il termine è usato anche in geografia fisica per indicare punti agli estremi opposti della Terra; si usa anche nel linguaggio giornalistico o politico in modo colloquiale, anche se in quest'ambito l'accuratezza geometrica non è quasi mai rispettata: per esempio, nel Regno Unito si usa definire antipodi (o downunder) l'Australia e le isole dell'Oceania anche se, in senso stretto, geometricamente i due punti non sono antipodali: gli antipodi delle Isole britanniche, in effetti, si trovano a sud-est dell'Australia, oltre il mar di Tasman, mentre quelli dell'Australia si trovano a loro volta in prossimità del golfo del Messico; la Nuova Zelanda ha altresì i suoi antipodi nella penisola iberica.
Le isole Antipodi, per esempio, che si trovano a sud della Nuova Zelanda, furono così battezzate in quanto presumibilmente ubicate all'opposto geometrico della Gran Bretagna; in realtà il loro punto antipodale è pochi chilometri più a sud, nelle vicinanze di Cherbourg, in Francia.

## Etimologia
La parola deriva dal greco antipous (ἀντίπους) che significa "piedi (-pous) opposti (anti-). Troviamo questa parola per la prima volta in Platone, nel suo dialogo Timeo, che la usa nella parte in cui spiega la relatività dei concetti di "su" e "giù"
In seguito il termine è stato usato da Aristotele, Strabone, Plutarco e Diogene Laerzio ed è poi entrato nella lingua latina come antipodes.

## Geografia
Gli antipodi della maggior parte delle terre emerse giacciono nell'oceano occupando le stesse in maggior misura l'emisfero boreale.
Unica e rilevante eccezione, la massa del continente sudamericano nell'emisfero australe.
Per calcolare gli antipodi del punto in cui ci si trova, conoscendo longitudine e latitudine, si utilizza il seguente procedimento.
1. Data X la latitudine alla quale ci si trova, per ottenere la latitudine del punto antipodale sarà sufficiente scambiare Nord con Sud o viceversa.
2. Data Y la longitudine alla quale ci si trova, per ottenere la longitudine del punto antipodale, oltre a scambiare Est con Ovest o viceversa, si dovrà sottrarre Y da 180°.

Ad esempio, se ci si trova a 45° N e 10° E (punto situato in Italia, nel comune di Villanova sull'Arda), il punto antipodale sarà posto a 45° S e 170° O, oltre 1000 km a est della Nuova Zelanda.
La mappa mostrata sopra è basata su queste relazioni; essa mostra una proiezione di Mercatore della Terra, in rosso, sovrapposta alla quale è disposta un'altra mappa, in giallo, traslata di 180° di longitudine e con la latitudine invertita rispetto all'equatore. Questa mappa permette di localizzare facilmente gli antipodi di ogni punto della Terra.
Quando in un posto è mezzogiorno, ai suoi antipodi è mezzanotte; stagionalmente, il solstizio d'inverno in un luogo, corrisponde al solstizio d'estate agli antipodi e viceversa, così come l'equinozio di primavera agli antipodi corrisponde all'equinozio d'autunno.

## Storia
In passato, il termine antipodi veniva utilizzato in generale per indicare tutto l'emisfero australe ed anche i suoi abitanti. Il concetto di antipodi è strettamente legato alla sfericità della Terra. Per questo motivo, nell'antichità, alcuni filosofi che ritenevano assurda l'idea degli antipodi, la usavano come argomento in favore della teoria della Terra piatta.
In realtà la sfericità della Terra era già stata compresa dagli antichi Greci ed era un concetto perfettamente assodato durante il Medioevo: storicamente i sostenitori della Terra piatta hanno costituito solo qualche eccezione.
Il dibattito sugli antipodi riguardava più che altro il fatto se fossero abitati o meno. Secondo un'antica teoria, menzionata tra gli altri da Isidoro di Siviglia (560 ca.-636), la Terra era divisa in cinque zone climatiche: due zone estremamente fredde ai poli, una zona intollerabilmente calda all'equatore, due zone temperate tra poli ed equatore. La zona equatoriale, secondo quanto si credeva, impediva il passaggio agli antipodi. Ora, in una prospettiva cristiana, era difficile riconciliare l'idea di popolazioni che si immaginava abitassero territori irraggiungibili e che fossero completamente umani, con la visione di un'umanità discendente da un'unica coppia (Adamo ed Eva) e redenta da un solo Cristo. Agostino d'Ippona (354-430) argomentava che gli eventuali abitanti degli antipodi avrebbero dovuto, un tempo, aver attraversato l'oceano, ma quest'idea era "troppo assurda".
(Agostino d'Ippona, De Civitate Dei, Libro XVI, cap. 9)
Le scoperte geografiche seguite all'età delle esplorazioni (i Portoghesi passarono l'equatore negli anni settanta del XV secolo) misero fine al dibattito.

## Matematica
In matematica, il concetto di punti antipodali è stato introdotto sulla sfera e quindi generalizzato a sfere di dimensioni arbitrarie. Una sfera di dimensione {\displaystyle n} è descritta dall'equazione
{\displaystyle x_{1}^{2}+\ldots +x_{n+1}^{2}=1}
nello spazio euclideo {\displaystyle (n+1)}-dimensionale {\displaystyle \mathbb {R} ^{n+1}}. Il punto antipodale ad un punto {\displaystyle (x_{1},\ldots ,x_{n+1})} è il punto {\displaystyle (-x_{1},\ldots ,-x_{n+1})}: tutte le coordinate cambiano di segno. Lo spazio quoziente rispetto alla relazione di equivalenza di antipodalità è lo spazio proiettivo reale, oggetto fondamentale della geometria proiettiva.